# Valleuse

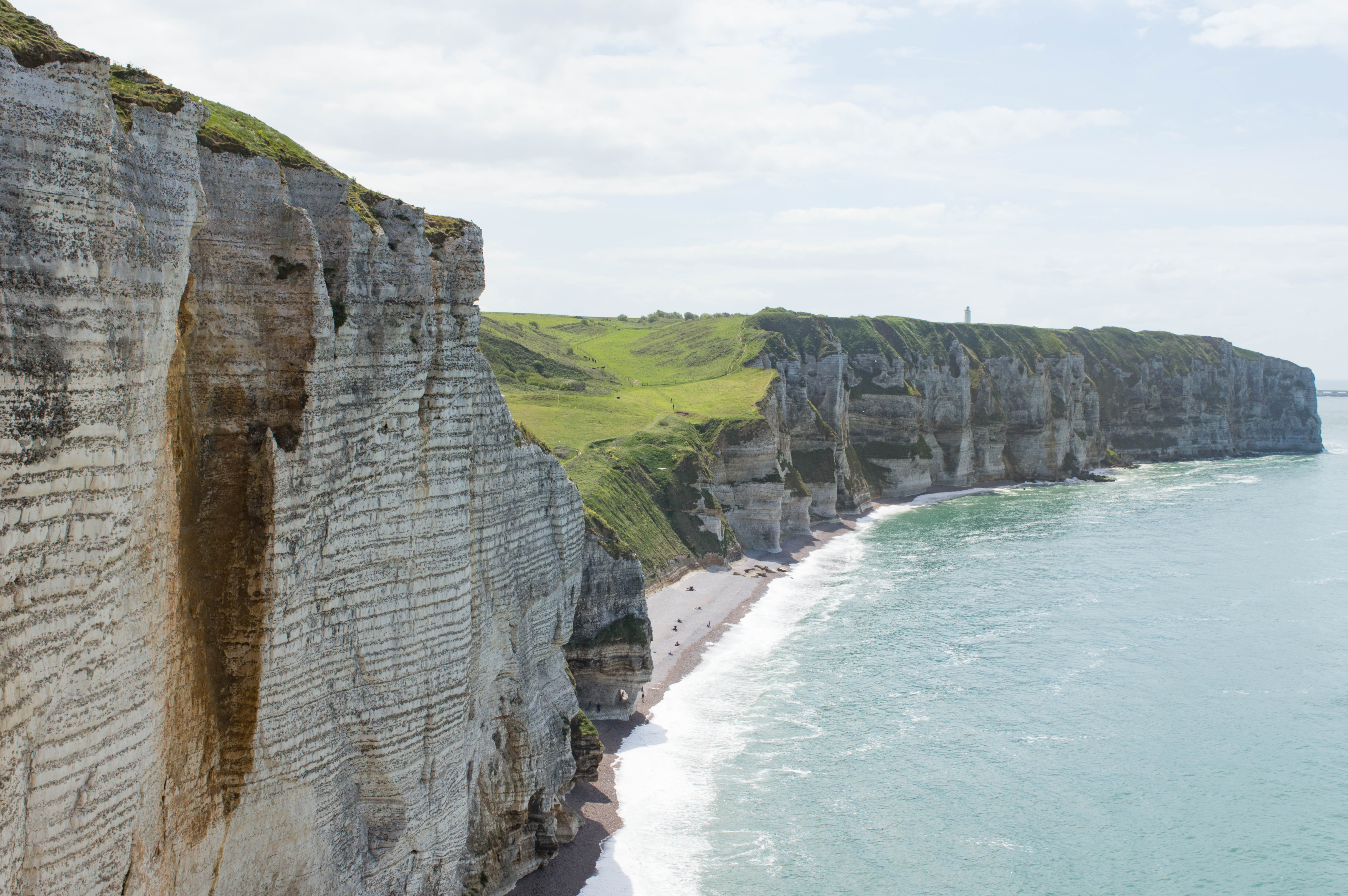
La valleuse d'Antifer dans la commune du Tilleul, près d'Étretat, offre d'excellentes conditions d'observation des processus de karstification de la craie.

En Normandie (particulièrement en pays de Caux et dans le Calvados), la valleuse, appelée cran dans les Hauts-de-France, est une petite vallée perchée, dont l'existence s'explique par un recul de la falaise plus rapide que le creusement vertical dû à l'érosion fluviatile. Drainées ou le plus souvent sèches et principalement adaptées à la structure (souvent perpendiculaires, voire obliques au rivage), ces vallées forment un accès naturel ou aménagé à la Manche. Sur le reste de la côte, cet accès est généralement empêché par la hauteur des falaises crayeuses.

## Formation

Carte géologique du Bassin anglo-parisien montrant l'anticlinal Weald-Artois.

Les valleuses sont des vallées fluviales qui percent les falaises et se sont retrouvées en position perchée à la suite de l'affaissement de la Manche et la surrection de l'axe anticlinal Weald-Artois (en) (bombement lié à des phases de compression alpine), ou à la baisse du niveau de la mer. Le recul actif des falaises (en moyenne 20 cm/an) est suffisamment rapide pour que les petites vallées débouchant sur la mer restent suspendues, le creusement vertical des cours d'eau étant plus lent que ce recul.

## Caractéristiques
On distingue :

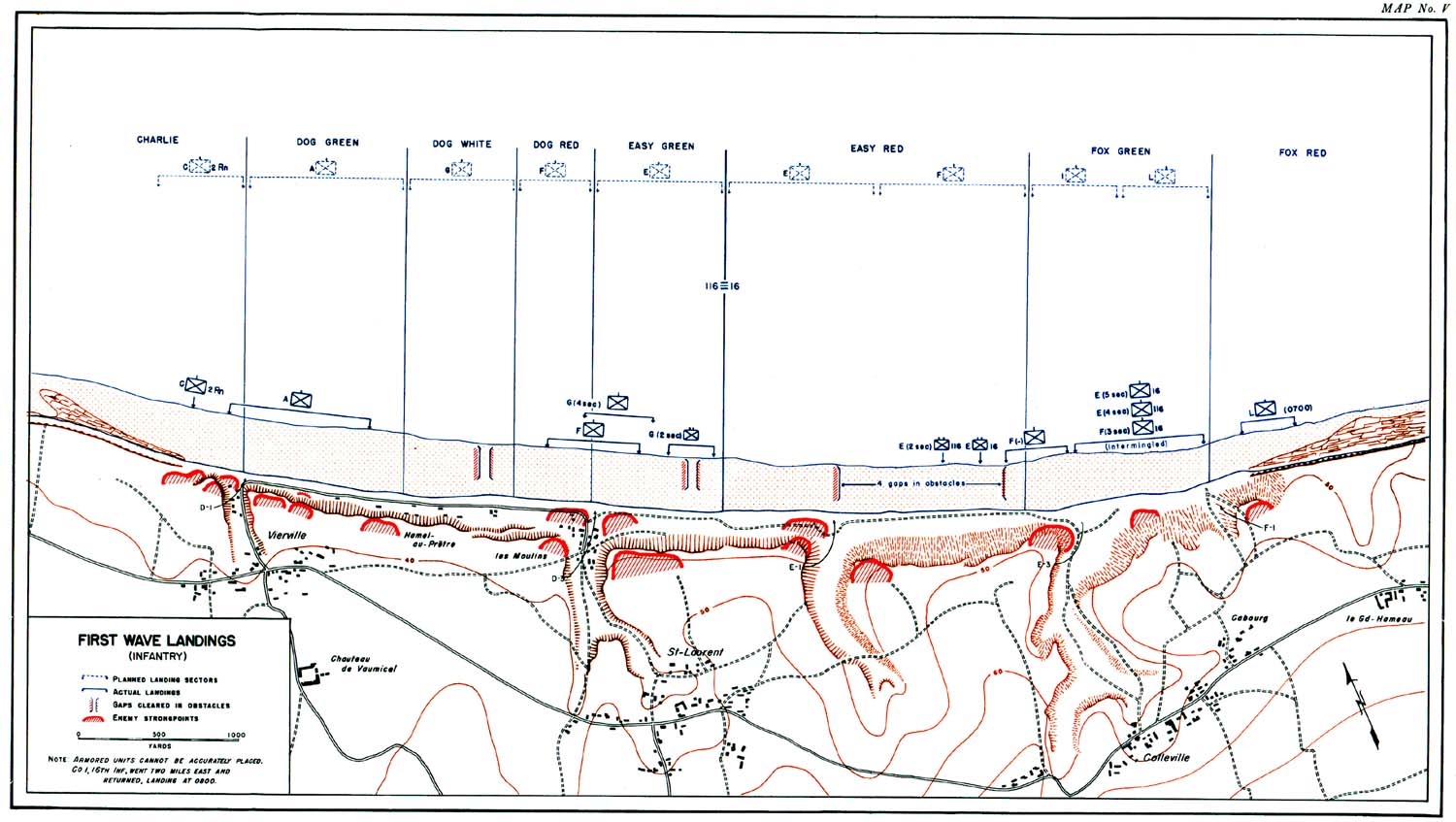
Carte d'Omaha Beach montrant les valleuses (notées D-1, D-3, E-1 et E-3) qui échancrent la falaise.

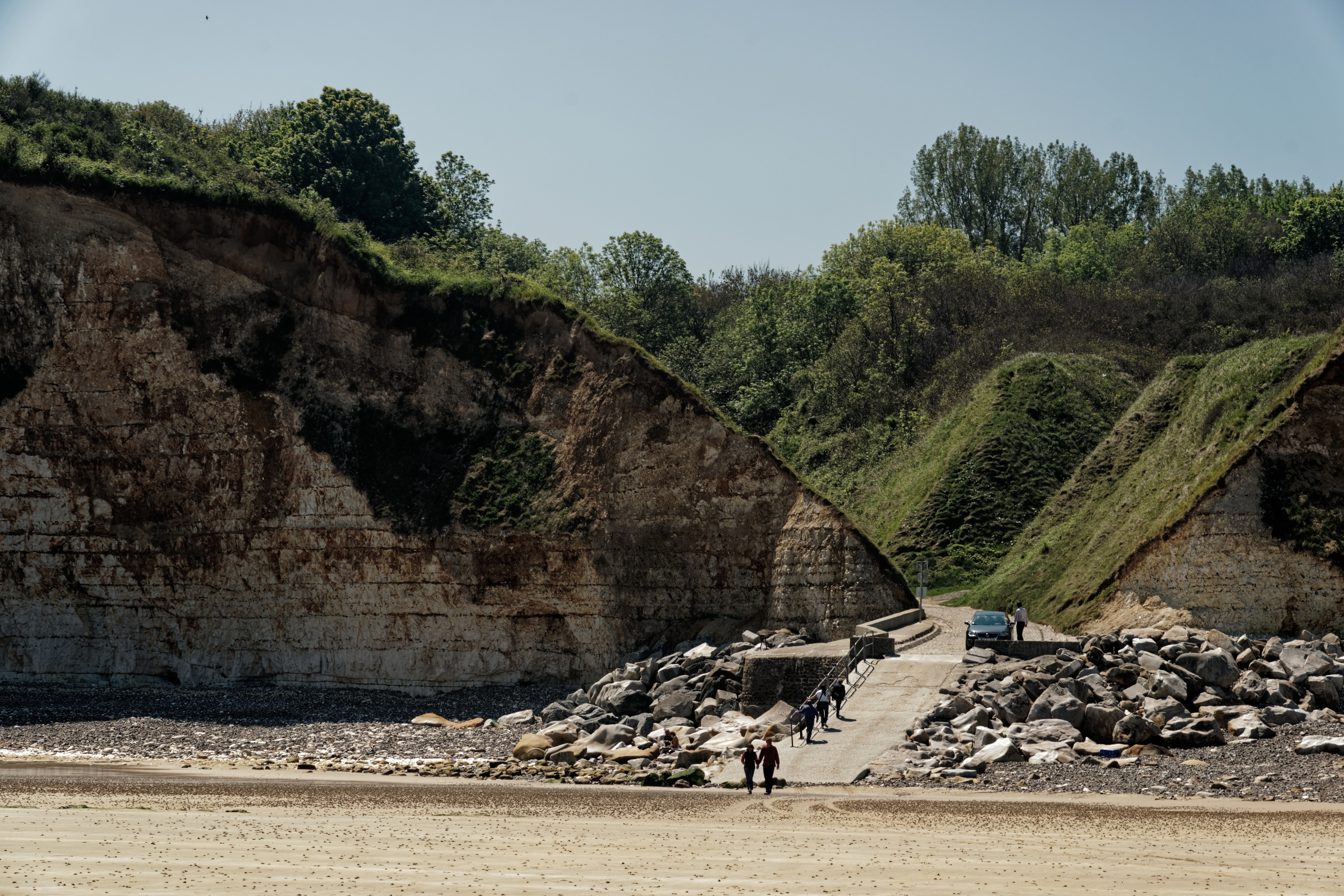
La valleuse de la Gorge du Petit Ailly est drainée par un ru intermittent alors que la plupart des valleuses correspondent à d'anciens cours d'eau asséchés.

- les valleuses vives : dépressions naturelles (Fécamp, Yport, Étretat...) encore attaquées par l'érosion ;
- les valleuses mortes sont dues à une action marine passée. Elles peuvent être fossilisés par endroits par des dépôts de versant périglaciaires, des dunes.

Les valleuses sont en général peu peuplées, sauf à leur embouchure où des villages peuvent s'installer à l'abri du vent. Les versants sont parfois boisés (entrée d'Étretat, valleuse de Vaucottes, Yport, de Parfondval près de Criel-sur-Mer…), car la craie affleure, à cause de l'érosion : il est donc impossible d'y pratiquer l'agriculture.
Fragiles, les à-pics crayeux subissent des éboulis qui les font reculer jusqu'à un mètre par an. L'accès au rivage nécessite généralement un aménagement humain (rampes, escaliers, échelles…).
« Certaines des valleuses se raccordent au niveau de l'estran, mais généralement leur fond est recoupé par la falaise, de telle sorte qu'on parle de « valleuse suspendue ». L'altitude du raccordement est variable. Le ruissellement a souvent surcreusé l'aval de la valleuse en formant une « entaille d'adaptation » qui elle-même a été retravaillée par l'homme pour permettre un accès facile à la mer. C'est le cas de la valleuse d'Antifer ».

## Galerie

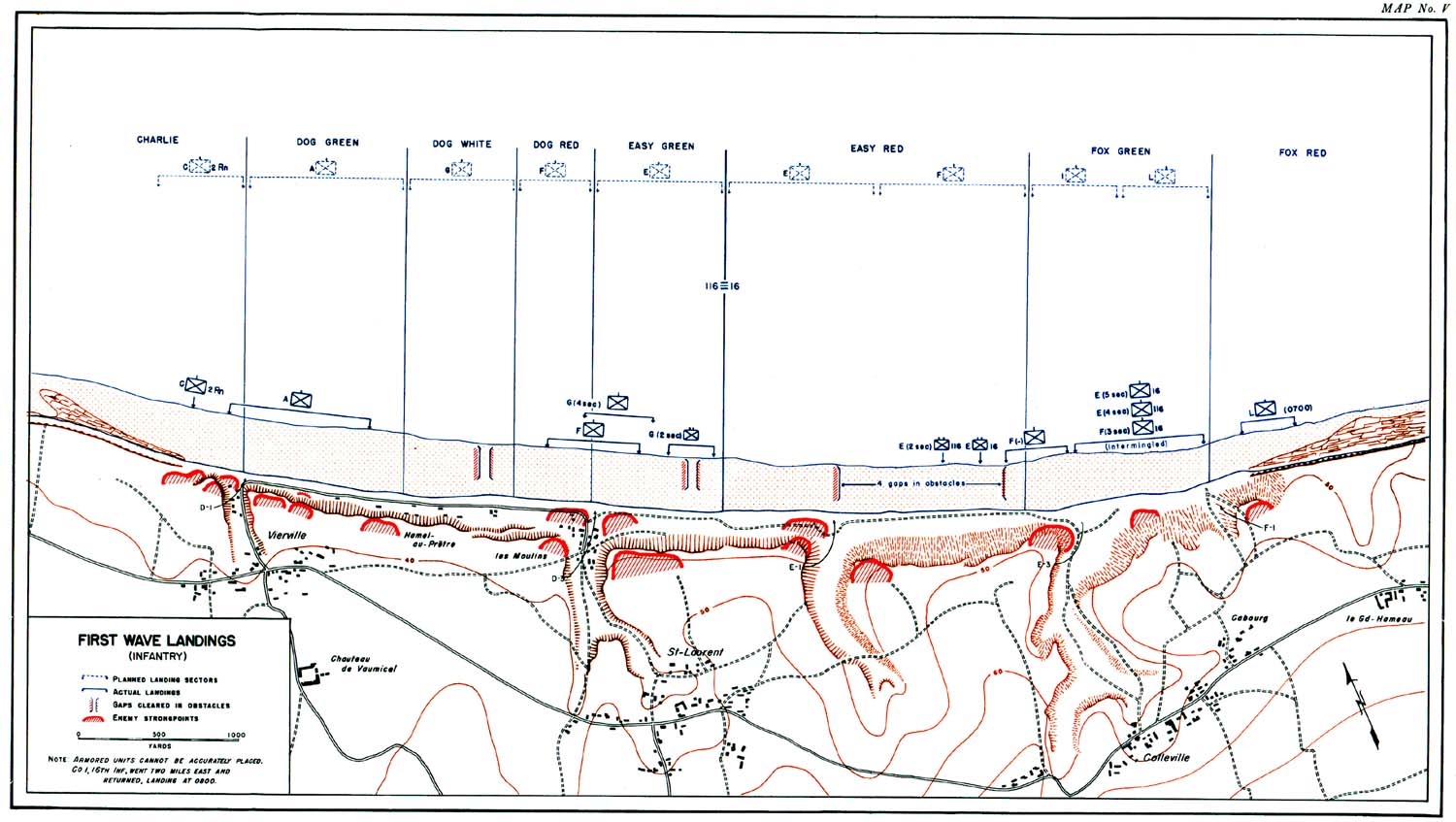
Carte d'Omaha Beach montrant les valleuses (notées D-1, D-3, E-1 et E-3) qui échancrent la falaise.
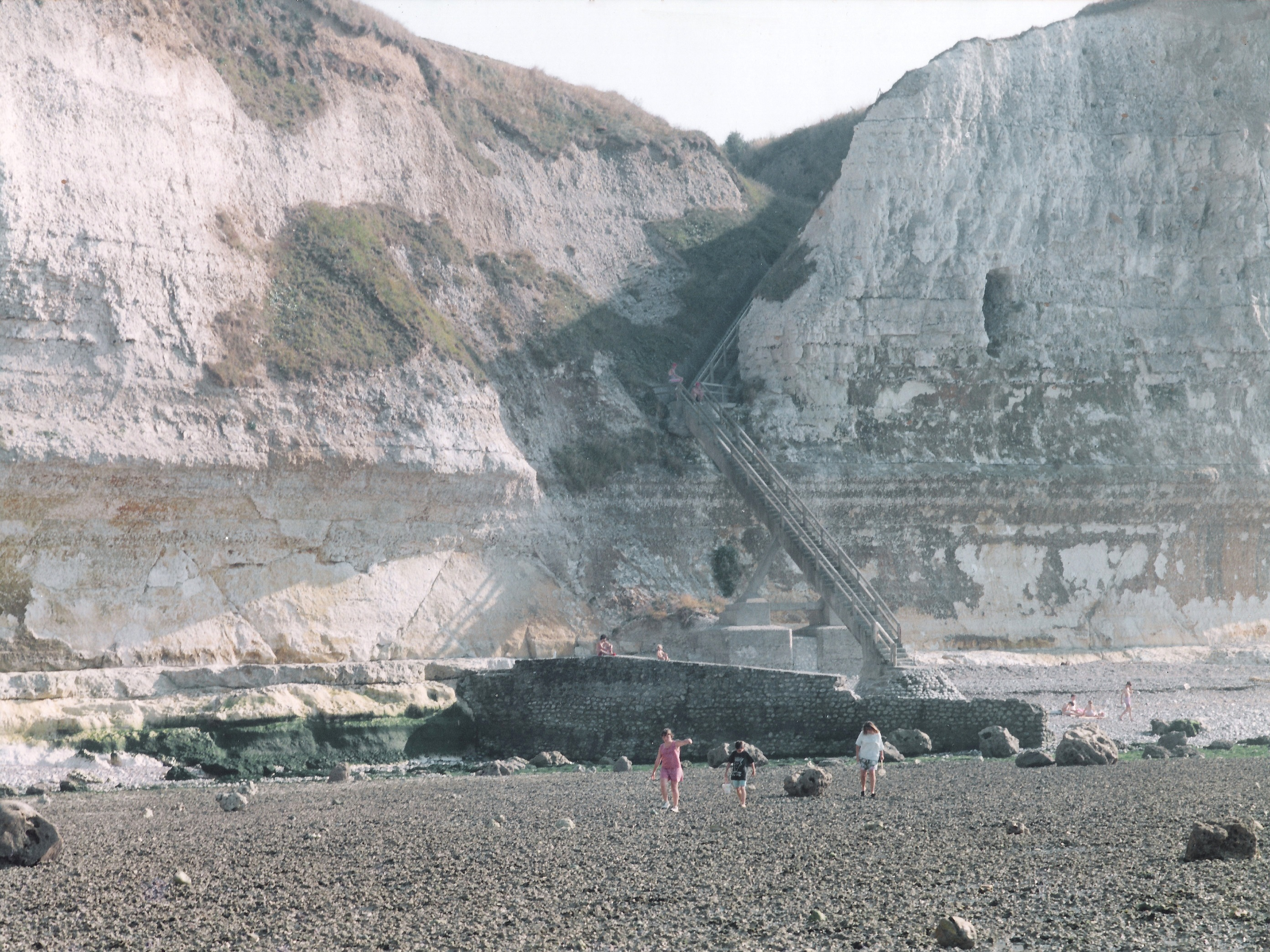
La valleuse d'Életot ou Val Ausson est pourvue d'un escalier.
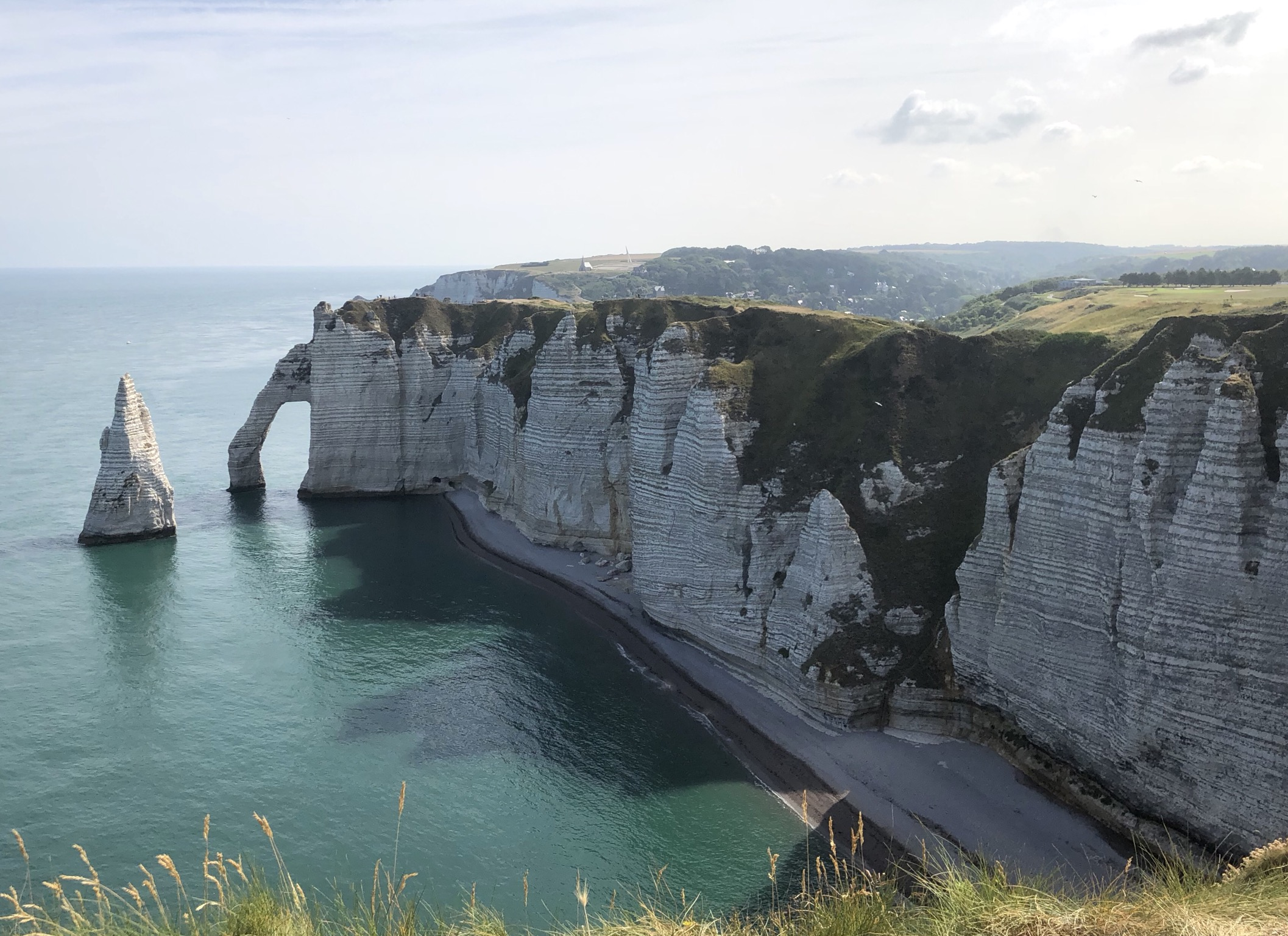
La valleuse de Jambourg se connecte à la « vallée d'Etretat »[9].
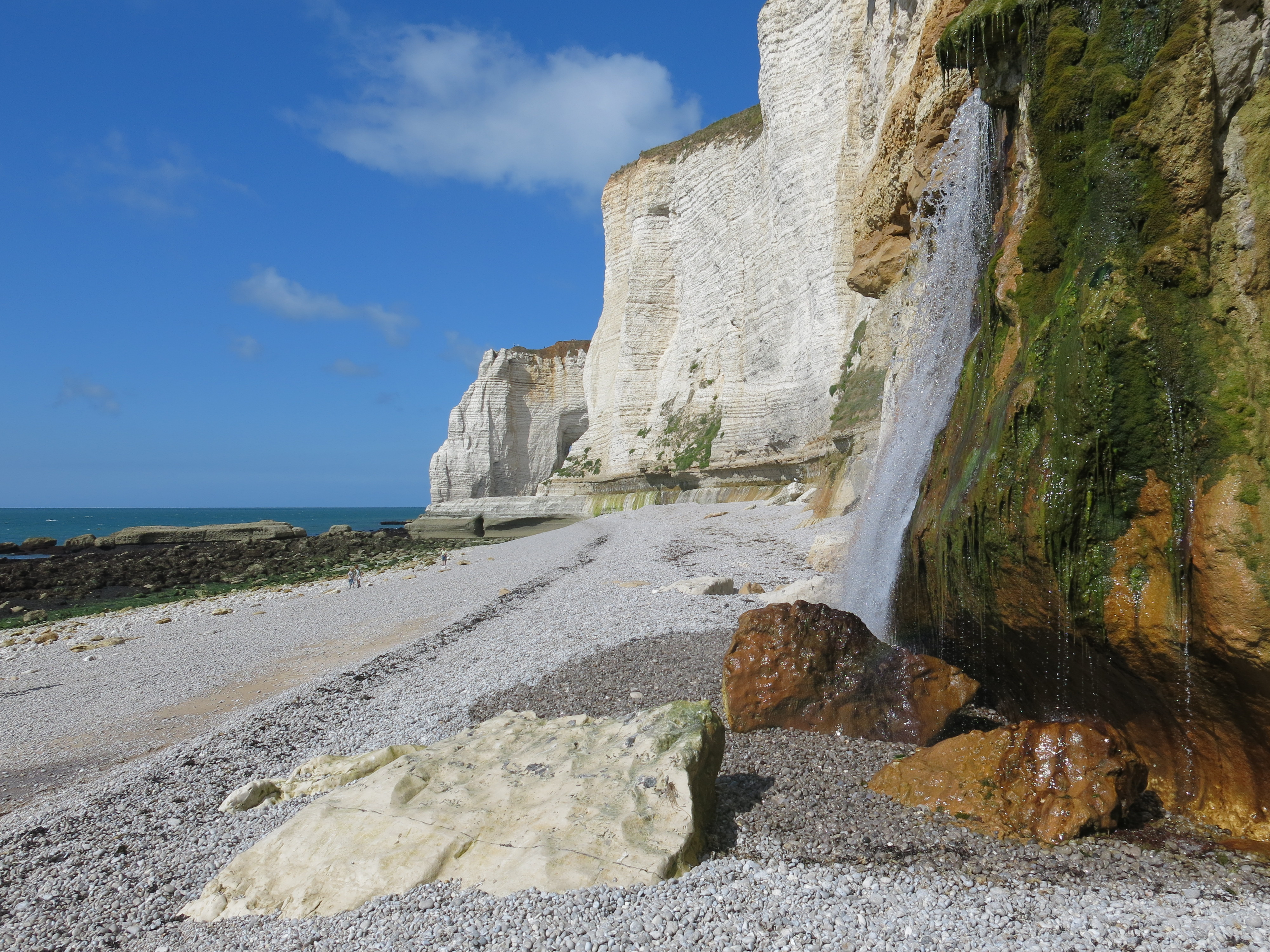
Des exsurgences karstiques en cascade peuvent être observées au niveau de la courte valleuse de la Valaine[10].
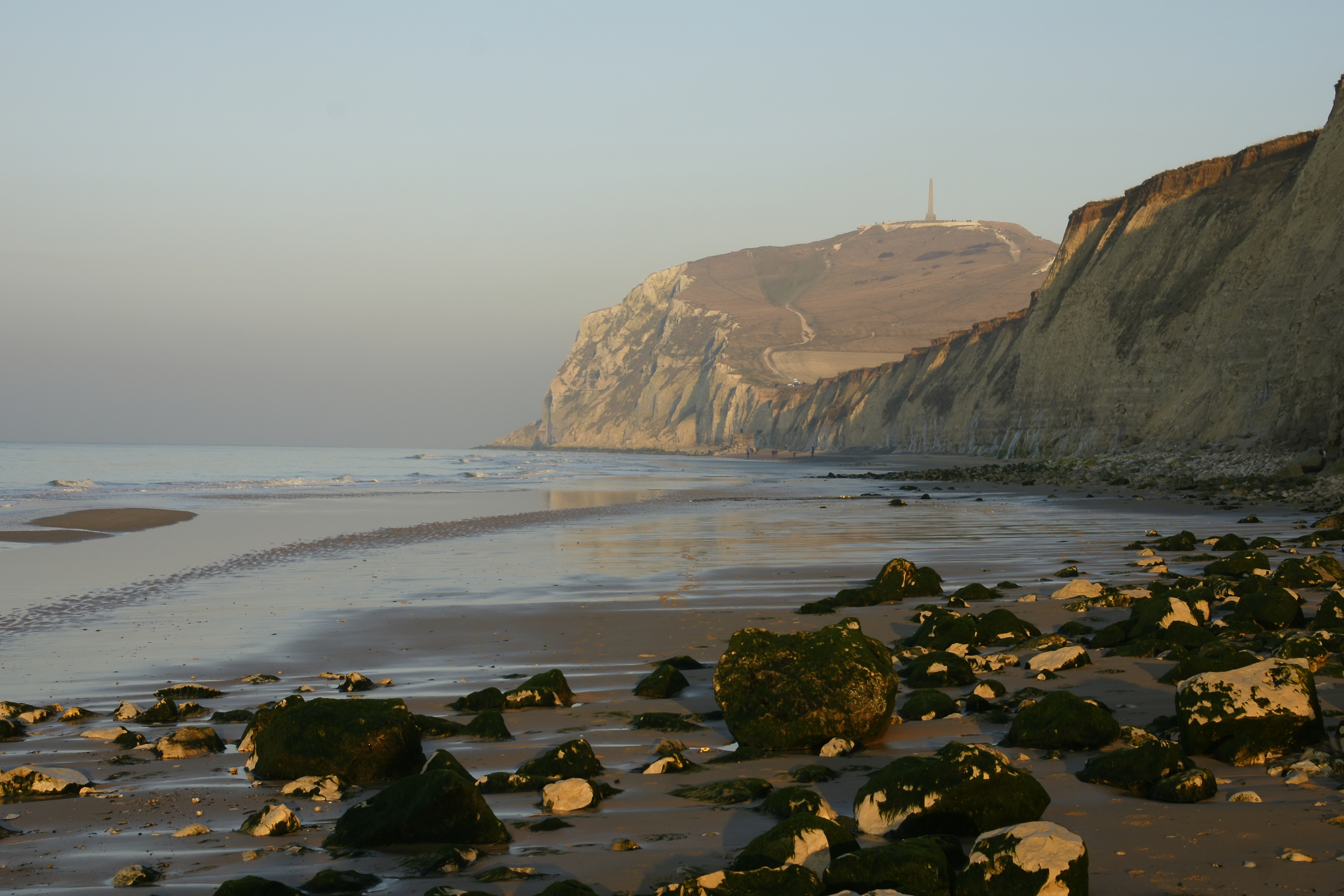
Le Grand Blanc-Nez et le Cran d'Escalles vus depuis la plage en face du Petit Blanc-Nez.
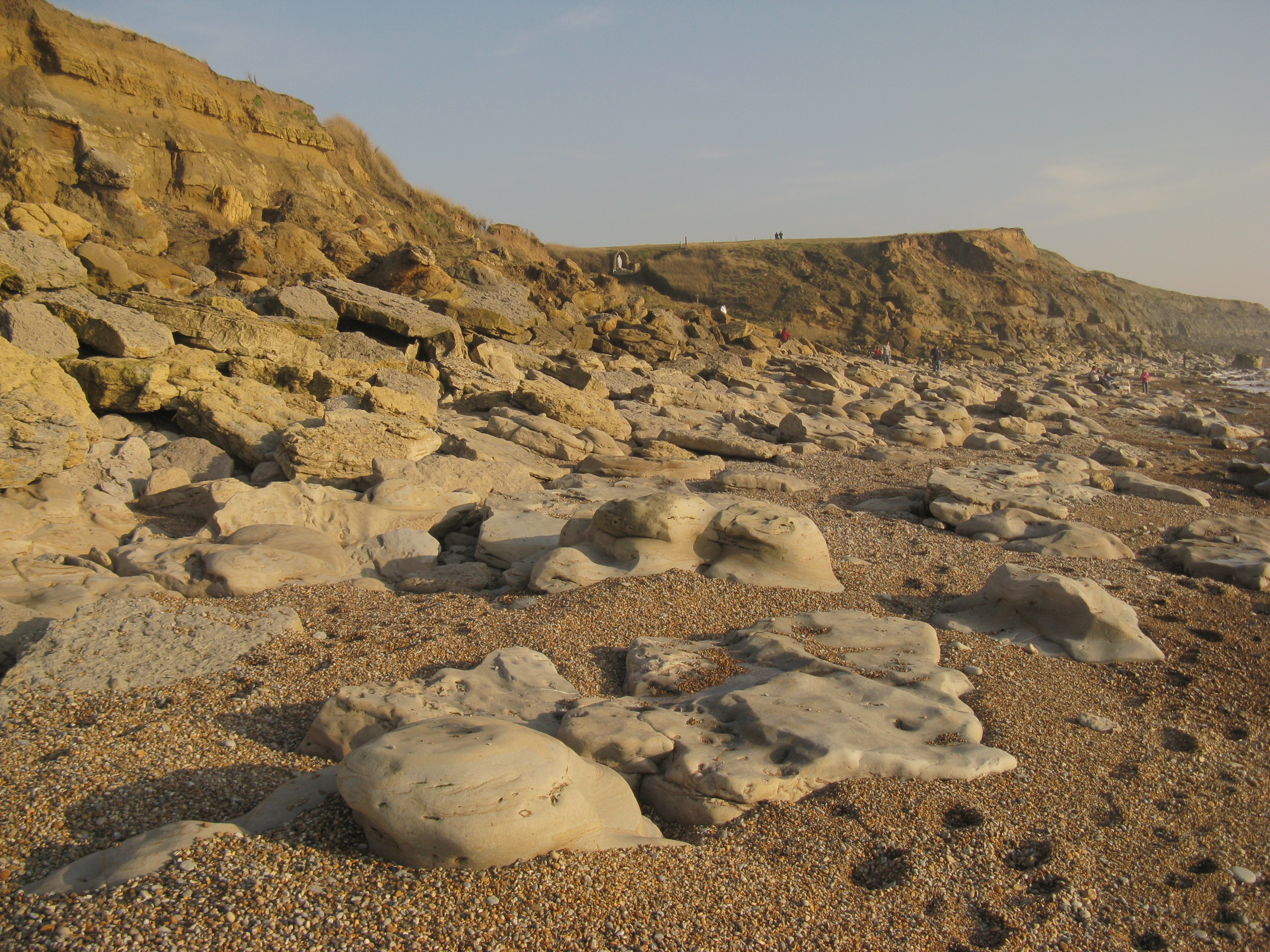
Le Cran Poulet ou Cran de la Vierge à Audinghen[11].